# Down on the Upside
A Down on the Upside a Soundgarden ötödik stúdióalbuma, amely 1996. május 21-én jelent meg. Az együttes 1997-ben feloszlott és csak 2010-ben alakult újjá.

## Számok listája
1. Pretty Noose (Chris Cornell) – 4:12
2. Rhinosaur (Matt Cameron, Cornell) – 3:14
3. Zero Chance (Cornell, Ben Shepherd) – 4:18
4. Dusty (Cornell, Shepherd) – 4:34
5. Ty Cobb (Cornell, Shepherd) – 3:05
6. Blow Up the Outside World (Cornell) – 5:46
7. Burden in My Hand (Cornell) – 4:50
8. Never Named (Cornell, Shepherd) – 2:28
9. Applebite (Cameron, Cornell) – 5:10
10. Never the Machine Forever (Kim Thayil) – 3:36
11. Tighter & Tighter (Cornell) – 6:06
12. No Attention (Cornell) – 4:27
13. Switch Opens (Cornell, Shepherd) – 3:53
14. Overfloater (Cornell) – 5:09
15. An Unkind (Shepherd) – 2:08
16. Boot Camp (Cornell) – 2:59

## Közreműködők
- Chris Cornell – ének, gitár, mandolin és mandola a "Ty Cobb"-ban, zongora a "Overfloater"-ben
- Kim Thayil – gitár
- Ben Shepherd – basszusgitár, mandolin és mandola a "Ty Cobb"-ban, fotográfia
- Matt Cameron – dobok, ütős hangszerek, moog szintetizátor a "Applebite"-ban
- Adam Kasper – producer, zongora a "Applebite"-ban, engineer, keverés
- Soundgarden – producer
- Tom Smurdon – hangrögzítés
- John Burton – hangrögzítés
- Sam Hofstedt, Matt Bayles – hangrögzítés
- Dave Collins – hangrögzítés
- Kevin Westenberg – fotográfia

## Helyezések slágerlistákon
| Év   | Lista             | Helyezés |
| ---- | ----------------- | -------- |
| 1996 | Ausztrália        | 1        |
| 1996 | Új-Zéland         | 1        |
| 1996 | USA Billboard 200 | 2        |
| 1996 | Svédország        | 3        |
| 1996 | Kanada            | 4        |
| 1996 | Finnország        | 4        |
| 1996 | Norvégia          | 6        |
| 1996 | Nagy Britannia    | 7        |
| 1996 | Hollandia         | 12       |
| 1996 | Németország       | 15       |
| 1996 | Belgium (VI/Wa)   | 18/19    |
| 1996 | Ausztrália        | 19       |
| 1996 | Svájc             | 20       |
| 1996 | Magyarország      | 34       |
| 1996 | Franciaország     | 44       |

| Év   | Kislemez                    | Lista                      | Helyezés |
| ---- | --------------------------- | -------------------------- | -------- |
| 1996 | "Pretty Noose"              | USA Modern Rock Tracks     | 2        |
| 1996 | "Pretty Noose"              | USA Mainstream Rock Tracks | 4        |
| 1996 | "Pretty Noose"              | Finnország                 | 10       |
| 1996 | "Pretty Noose"              | Nagy Britannia             | 14       |
| 1996 | "Pretty Noose"              | Új-Zéland                  | 18       |
| 1996 | "Pretty Noose"              | Ausztrália                 | 22       |
| 1996 | "Pretty Noose"              | Svédország                 | 42       |
| 1996 | "Pretty Noose"              | Kanada                     | 43       |
| 1996 | "Pretty Noose"              | Svájc                      | 47       |
| 1996 | "Burden in My Hand"         | USA Mainstream Rock Tracks | 1        |
| 1996 | "Burden in My Hand"         | USA Modern Rock Tracks     | 2        |
| 1996 | "Burden in My Hand"         | Kanada                     | 9        |
| 1996 | "Burden in My Hand"         | Nagy Britannia             | 33       |
| 1996 | "Blow Up the Outside World" | USA Mainstream Rock Tracks | 1        |
| 1996 | "Blow Up the Outside World" | USA Modern Rock Tracks     | 8        |
| 1996 | "Blow Up the Outside World" | Nagy Britannia             | 40       |
| 1996 | "Blow Up the Outside World" | Kanada                     | 89       |
| 1997 | "Rhinosaur"                 | USA Mainstream Rock Tracks | 19       |

A "Ty Cobb" kislemez nem került fel listákra, a "Rhinosaur" pedig ennek a lemeznek a "B-oldalán" található (bónuszként értelmezendő).

## Külső hivatkozások
Nem hivatalos oldal